# Anatralata
Anatralata és un gènere d'arnes de la família Crambidae. Conté només una espècie, Anatralata versicolor, que es troba a Amèrica del Nord, on s'ha registrat des de Califòrnia fins a Idaho i Columbia Britànica. L'hàbitat consisteix en zones muntanyoses i pastures de baixa altitud al llarg de la costa del centre de Califòrnia
La seva envergadura alar és de 5-7 mm. Les ales anteriors són de color marró castany amb escates negres, però amb escates de color verd blanquinós pàl·lid a la zona basal de la tercera i subterminal. Les ales posteriors són de color negre, amb escales de color verd pàl·lid al llarg del marge interior
La larva s'alimenta de Wyethia angustifolia.